# Patschapawa (Rajon Pinsk)

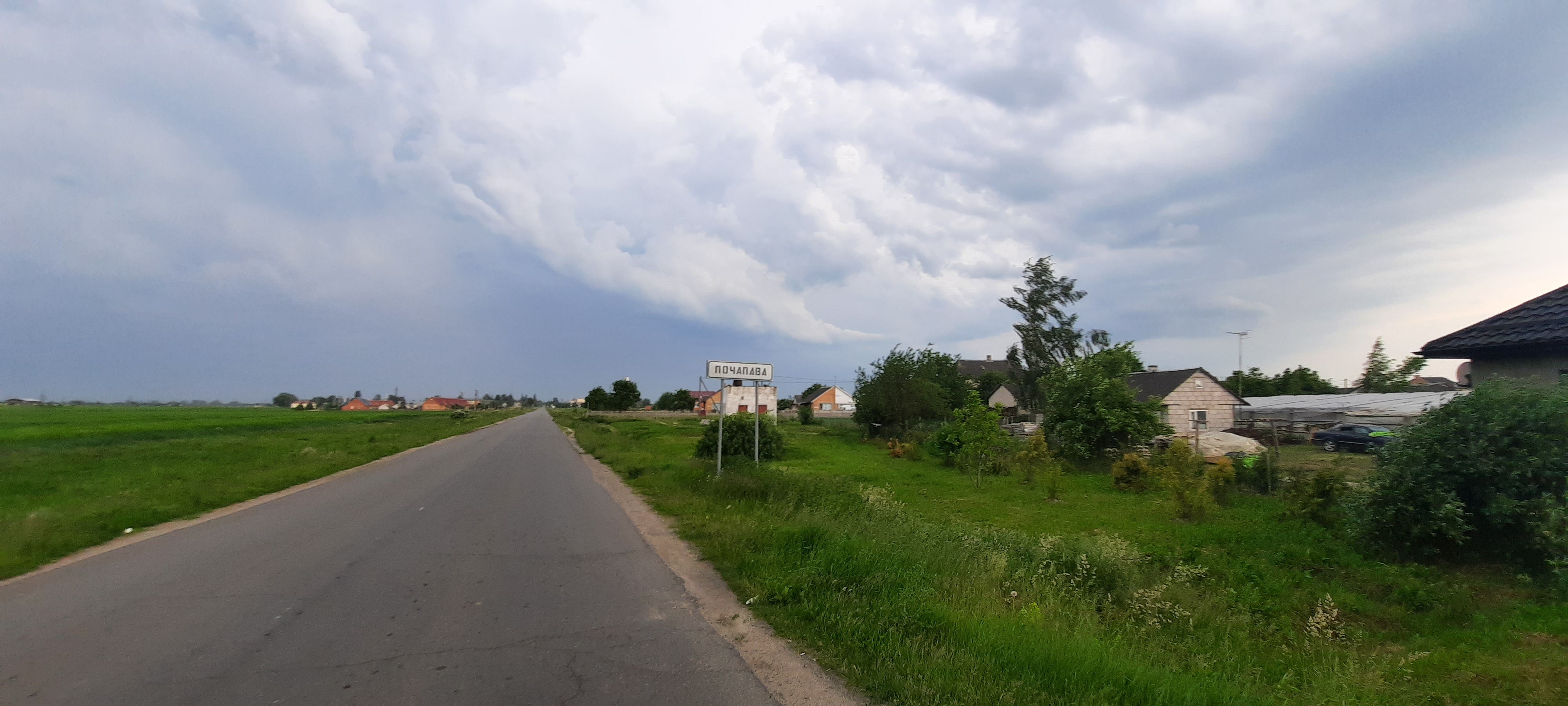
Foto des Dorfes von der Straße aus

Patschapawa (belarussisch Пачапава, russisch Почапово Potschapowo) ist ein Dorf in Belarus. Es liegt im Rajon Pinsk in der Breszkaja Woblasz und befindet sich in der Nähe zur Stadt Pinsk. Die Einwohnerzahl beläuft sich auf etwa 850 (Stand: 2019).